# Trolleybus van Hobart
De trolleybus van Hobart vormde tussen 1935 en 1968 een belangrijk onderdeel van het openbaar vervoer in Hobart, hoofdstad van de Australische deelstaat Tasmanië. Het net telde op zijn hoogtepunt zes lijnen.

## Lijnen
De trolleybuslijnen van Hobart waren als volgt:
| Traject              | Uitbreiding                  | Geopend          | Gesloten         |
| -------------------- | ---------------------------- | ---------------- | ---------------- |
| Hobart - Huon Road   |                              | 20 oktober 1935  | 22 november 1968 |
| Hobart- New Town     |                              | 14 oktober 1935  |                  |
|                      | New Town - Cornelian Bay     | 1939             | 30 maart 1959    |
| Hobart - Cascades    |                              | 24 juli 1942     |                  |
|                      | Cascades - Strickland Avenue | 11 oktober 1948  | 22 november 1968 |
| Hobart - Dynnyrne    |                              | 4 juni 1945      | 22 november 1968 |
| Hobart - Sandy Bay   |                              | 7 december 1952  | 11 oktober 1968  |
| Hobart - West Hobart |                              | 23 februari 1958 | 23 augustus 1959 |

## Stelplaats
De stelplaats van de trolleybus bevond zich in de Davey Street.